# Sindrome XYYY
La sindrome XYYY, nota anche come 48,XYYY, è una aneuploidia, una anomalia genomica, in cui un maschio presenta due copie extra del cromosoma Y. Questa condizione è estremamente rara, con solo dodici casi registrati al mondo al 2012. Il fenotipo della sindrome è eterogeneo, ma sembra essere più grave della sindrome XYY (o sindrome di Jacobs) della controparte. Le caratteristiche comuni includono una disabilità intellettiva borderline o lieve, infertilità, sinostosi radioulnare e, in alcuni casi, statura elevata.

## Storia
La sindrome XYYY è stata individuata per la prima volta nel 1965, quando un cariotipo 48,XYYY è stato trovato in un bambino di cinque anni, valutato per disabilità intellettiva borderline. Un altro caso 48,XYYY non mosaico non venne segnalato fino al 1972, dimostrando la rarità della sindrome. Poiché a quel tempo l'analisi del cariotipo era agli inizi, la conferma di molti dei casi era difficile; un primo paziente con un supposto mosaico 47,XYY/48,XYYY è stato trovato dopo ulteriori indagini per avere un riarrangiamento cromosomico non correlato.

## Epidemiologia
La sindrome XYYY è estremamente rara. Solo dodici casi sono stati riportati nella letteratura medica, oltre a quattro casi a "mosaico. Poiché la similare sindrome XYY è molto più comune e ha un fenotipo caratterizzato da nessuna o lievi manifestazioni, si ipotizza che ci possano essere molti casi non diagnosticati di sindrome XYYY più lievi di quelli riportati.

## Eziologia
La sindrome XYYY è causata dalla presenza di due copie soprannumerarie del cromosoma Y, il cromosoma che determina lo sviluppo sessuale maschile. Le aneuploidie dei cromosomi sessuali sono la forma più frequente di aneuploidia nell'uomo. Sebbene un cariotipo di 48 cromosomi che coinvolga gli autosomi non potrebbe essere compatibile con la vita, la forma 48,XYYY e altre aneuploidie dei cromosomi sessuali, come la sindrome XXXY e la tetrasomia X, o addirittura condizioni di 49 cromosomi come la pentasomia X, posso sopravvivere con implicazioni fenotipche relativamente lievi, dovute alla scarsità sui cromosomi sessuali di geni fondamentali per lo sviluppo di base.
Le aneuploidie dei cromosomi sessuali si verificano tramite un processo noto come "non disgiunzione", in cui i cromosomi non riescono a dividersi correttamente durante la divisione cellulare e producono gameti, in questo caso sperma, con un numero anomalo di cromosomi. Nel caso della sindrome XYYY, il cariotipo può essere il risultato della non disgiunzione in un padre XYY, o della doppia non disgiunzione risultante in uno spermatozoo YYY con un padre cromosomicamente normale. La non disgiunzione può verificarsi anche durante lo sviluppo dell'embrione poco dopo il concepimento, il che spesso dà origine al mosaicismo.

## Clinica
La presentazione clinica della sindrome XYYY è variabile e, al 2021, ancora non del tutto chiara. Poiché tutti i casi noti sono stati diagnosticati dopo la nascita e la similare sindrome XYY è nota per avere un fenotipo più lieve nei casi diagnosticati prenatalmente rispetto a quelli postnatali, si sospetta che molti casi di sindrome XYYY possano essere lievi o privi di manifestazioni cliniche.
Le capacità intellettuali dei casi XYYY noti sono varie, specialmente nei casi con mosaicismo, ma nella maggior parte degli individui queste sono al limite. Il quoziente intellettivo prestazionale è spesso superiore a quello verbale anche se sono stati segnalati lievi ritardi nello sviluppo del linguaggio. Le abilità di auto-cura di base, come andare in bagno, vestirsi, mangiare e gestire l'igiene personale, sono normali o al massimo leggermente ritardate. Si osserva una serie di anomalie scheletriche minori, come clinodattilia, sinostosi radioulnare (la fusione delle ossa lunghe dell'avambraccio) e scarso sviluppo dentale. Queste manifestazioni sono riscontrabili anche in altre aneuploidie dei cromosomi sessuali. L'altezza è da normale ad alta, con alcuni casi di statura anormalmente alta. A parte l'acne grave nell'adolescenza, la sindrome XYYY non è associata ad alcuna anomalia fisica o facciale evidente.
Poiché sono stati segnalati pochissimi casi di sindrome XYYY negli uomini adulti, è difficile trarre alcune conclusioni sulla funzione sessuale e sulla riproduzione, tuttavia, la condizione sembra essere associata un basso livello di testosterone. Tutti gli uomini adulti, noti nella letteratura, con un cariotipo XYYY,48 non a mosaico, erano azoospermici, sebbene un soggetto maschio che presentava un cariotipo a mosaico 46,XY/48, XYYY (81,1% 48,XYYY) avesse qualche evidenza di spermatogenesi. Alcuni adulti hanno avuto comportamenti sessuali impulsivi o aggressivi, mentre altri hanno avuto bassi impulsi sessuali e nessun interesse sessuale apparente; uno aveva disforia di genere. È noto che due uomini con sindrome XYYY avessero condotto una vita adulta indipendente, si fossero sposati, avessero trovato un lavoro e si fossero rivolti al medico solo per l'infertilità.
Alla condizione sono associati anche problemi comportamentali di gravità variabile. Alcuni pazienti sono stati assegnati a scuole speciali o ad istituzioni giudiziarie dopo essere stati protagonisti di gravi aggressioni. Tuttavia, coloro che avevano tenuto comportamenti particolarmente gravi provenivano generalmente da ambienti familiari problematici o violenti. Mentre alcune descrizioni della sindrome enfatizzano l'aggressività come caratteristica, la maggior parte dei racconti di alcuni genitori appartenenti ad un importante ente di beneficenza per i disturbi cromosomici sottolinea l'insicurezza, l'immaturità e la timidezza. Sebbene gli adolescenti con sindrome XYYY possano essere a rischio, questi sono comunque in grado di formare un'identità positiva; gli adolescenti XYYY hanno dimostrato il desiderio di avere relazioni sane e di integrarsi con successo nella società.

## Diagnosi
Le aneuploidie cromosomiche, come la 48,XYYY, vengono diagnosticate tramite l'analisi del cariotipo. Raramente, la sindrome XYYY è stata rilevata prenatalmente tramite amniocentesi, sebbene nessuno di questi casi è sopravvissuto alla nascita.

## Comparazione con la sindrome XYY
La sindrome XYY, conosciuta molto meglio, si verifica in circa 1 maschio su 1 000. È noto che la sindrome XYY abbia una presentazione fenotipica più lieve nei casi trovati casualmente, come durante lo screening prenatale, rispetto a quelli cariotipizzati a seguito di un'indicazione medica. Poiché tutti i casi descritti di sindrome XYYY sono stati accertati a seguito di un sospetto clinico, non è chiaro se il fenotipo relativamente grave descritto nella letteratura sia rappresentativo di tutti i casi XYYY o se ci siano casi più lievi che non sono stati portati all'attenzione.
Le due sindromi presentano una serie di sintomi in comune, come l'alta statura (sebbene l'aumento di altezza nel caso di XYY appaia maggiore di quello in XYYY) e problemi comportamentali. Una distinzione significativa osservata è che, mentre i maschi con cariotipo 47,XYY hanno solitamente una fertilità normale, il cariotipo 48,XYYY appare associato a infertilità o sterilità. Il cariotipo 47,XYY è correlato ad una maggiore espressione dell'antigene H-Y, mentre l'azoospermia osservata nei soggetti 48,XYYY può a sua volta essere correlata ad una maggiore espressione dello stesso antigene rispetto a 47,XYY.